# Vincenzo Quaratino
Vincenzo Quaratino (Potenza, 26 agosto 1957) è un giornalista italiano.
È stato il primo giornalista al mondo a dare la notizia della morte di Papa Giovanni Paolo II (2 aprile 2005) e del più grave naufragio del XXI secolo nel Canale di Sicilia, con un bilancio di 700 migranti morti (18 aprile 2015). Sue anche le prime notizie sulla morte del ciclista Marco Pantani (14 febbraio 2004) e sulle persone ritrovate vive tra le macerie dell'albergo crollato in seguito alla valanga di Rigopiano (18 gennaio 2017), che causò 29 vittime.
Ha lavorato dal 1982 al 2018 all'Agenzia ANSA e per circa 17 anni è stato capo della redazione Cronache Italiane.
Ha vinto alcuni tra i più prestigiosi premi giornalistici italiani: il Premiolino (1999), il Premio Saint-Vincent (2000), il Premio Cronista dell'anno (2003), il Premio Internazionale Ischia (2005); il Premio De Carli e il Premio Maratea La Perla alla carriera (2020).
È docente a contratto all'università Lumsa.